# Natação no Campeonato Mundial de Esportes Aquáticos de 2022 - 100 m borboleta feminino
A prova dos 100 metros borboleta feminino da natação no Campeonato Mundial de Esportes Aquáticos de 2022 ocorreu nos dias 18 e 19 de junho, em Budapeste, na Hungria.

## Recordes
Antes desta competição, os recordes mundiais e do campeonato nesta prova eram os seguintes:
| Tipo                  | Atleta         | Tempo  | Local          | Data                |
| --------------------- | -------------- | ------ | -------------- | ------------------- |
|                       | Sarah Sjöström | 55s 48 | Rio de Janeiro | 7 de agosto de 2016 |
| Recorde do campeonato | Sarah Sjöström | 55s 53 | Budapeste      | 24 de julho de 2017 |

## Medalhistas
| Ouro              | Prata              | Bronze            |
| Torri Huske (USA) | Marie Wattel (FRA) | Zhang Yufei (CHN) |

## Cronograma
Todos os horários são locais (UTC+2). 
| Data        | Hora  | Evento        |
| ----------- | ----- | ------------- |
| 18 de junho | 09:44 | Eliminatórias |
| 18 de junho | 18:13 | Semifinal     |
| 19 de junho | 18:10 | Final         |

## Resultados

### Eliminatórias
Esses foram os resultados das eliminatórias. A prova foi realizada no dia 18 de junho com início às 09:44.
| Pos. | Bateria | Raia | Nadadora          | Nacionalidade        | Tempo   | Notas |
| ---- | ------- | ---- | ----------------- | -------------------- | ------- | ----- |
| 1    | 3       | 4    | Torri Huske       | Estados Unidos       | 56.82   | Q     |
| 2    | 2       | 4    | Marie Wattel      | França               | 57.21   | Q     |
| 3    | 4       | 4    | Zhang Yufei       | China                | 57.37   | Q     |
| 4    | 3       | 5    | Claire Curzan     | Estados Unidos       | 57.48   | Q     |
| 5    | 4       | 5    | Louise Hansson    | Suécia               | 57.53   | Q     |
| 6    | 3       | 6    | Farida Osman      | Egito                | 57.76   | Q,    |
| 7    | 2       | 5    | Brianna Throssell | Austrália            | 57.85   | Q     |
| 8    | 2       | 7    | Giovanna Diamante | Brasil               | 57.87   | Q     |
| 9    | 2       | 3    | Elena Di Liddo    | Itália               | 57.97   | Q     |
| 10   | 4       | 6    | Katerine Savard   | Canadá               | 58.22   | Q     |
| 11   | 4       | 7    | Angelina Köhler   | Alemanha             | 58.44   | Q     |
| 12   | 2       | 6    | Rebecca Smith     | Canadá               | 58.65   | Q     |
| 13   | 3       | 3    | Lana Pudar        | Bósnia e Herzegovina | 58.90   | Q     |
| 14   | 4       | 3    | Anna Ntountounaki | Grécia               | 59.13   | Q     |
| 15   | 4       | 1    | Quah Jing Wen     | Singapura            | 59.29   | Q     |
| 16   | 4       | 2    | Laura Stephens    | Reino Unido          | 59.46   | Q     |
| 17   | 3       | 1    | María José Mata   | México               | 59.58   |       |
| 18   | 4       | 8    | Tamara Potocká    | Eslováquia           | 1:00.12 |       |
| 19   | 3       | 8    | Olivia Borg       | Samoa                | 1:01.19 |       |
| 20   | 2       | 1    | Luana Alonso      | Paraguai             | 1:01.25 |       |
| 21   | 2       | 8    | Jasmine Alkhaldi  | Filipinas            | 1:01.34 |       |
| 22   | 2       | 0    | Julimar Ávila     | Honduras             | 1:02.20 |       |
| 23   | 4       | 0    | Lê Thị Mỹ Lệ      | Vietname             | 1:02.48 |       |
| 24   | 3       | 0    | Isabella Alas     | El Salvador          | 1:02.83 |       |
| 25   | 2       | 9    | Lucero Mejía      | Guatemala            | 1:04.98 |       |
| 26   | 4       | 9    | Lia Ana Lima      | Angola               | 1:06.51 |       |
| 27   | 3       | 9    | Aniqah Gaffoor    | Sri Lanka            | 1:07.79 |       |
| 28   | 1       | 4    | Hayley Hoy        | Essuatíni            | 1:10.15 |       |
| 29   | 1       | 6    | Mia Lee           | Guam                 | 1:13.32 |       |
| 30   | 1       | 5    | Charissa Panuve   | Tonga                | 1:15.01 |       |
| 31   | 1       | 3    | Daniella Nafal    | Palestina            | 1:18.67 |       |
| –    | 2       | 2    | Kim Seo-yeong     | Coreia do Sul        | DNS     | DNS   |
| –    | 3       | 2    | Maria Ugolkova    | Suíça                | DNS     | DNS   |
| –    | 3       | 7    | Dalma Sebestyén   | Hungria              | DNS     | DNS   |

### Semifinal
Esses foram os resultados das semifinais. A prova foi realizada no dia 18 de junho com início às 18:13.
| Pos. | Bateria | Raia | Nadadora          | Nacionalidade        | Tempo | Notas |
| ---- | ------- | ---- | ----------------- | -------------------- | ----- | ----- |
| 1    | 2       | 4    | Torri Huske       | Estados Unidos       | 56.29 | Q     |
| 2    | 1       | 4    | Marie Wattel      | França               | 56.80 | Q     |
| 3    | 1       | 5    | Claire Curzan     | Estados Unidos       | 56.93 | Q     |
| 4    | 2       | 6    | Brianna Throssell | Austrália            | 56.96 | Q     |
| 5    | 2       | 3    | Louise Hansson    | Suécia               | 56.97 | Q     |
| 6    | 2       | 5    | Zhang Yufei       | China                | 57.03 | Q     |
| 7    | 2       | 1    | Lana Pudar        | Bósnia e Herzegovina | 57.67 | Q     |
| 8    | 1       | 3    | Farida Osman      | Egito                | 57.91 | Q     |
| 9    | 1       | 1    | Anna Ntountounaki | Grécia               | 57.93 |       |
| 10   | 1       | 6    | Giovanna Diamante | Brasil               | 57.94 |       |
| 11   | 1       | 2    | Katerine Savard   | Canadá               | 57.98 |       |
| 12   | 1       | 7    | Rebecca Smith     | Canadá               | 58.15 |       |
| 13   | 2       | 2    | Elena Di Liddo    | Itália               | 58.44 |       |
| 14   | 2       | 7    | Angelina Köhler   | Alemanha             | 58.46 |       |
| 15   | 1       | 8    | Laura Stephens    | Reino Unido          | 58.71 |       |
| 16   | 2       | 8    | Quah Jing Wen     | Singapura            | 59.42 |       |

### Final
A final foi realizada em 19 de junho às 18:10.
| Pos.              | Raia | Nadadora          | Nacionalidade        | Tempo | Notas            |
| ----------------- | ---- | ----------------- | -------------------- | ----- | ---------------- |
| Medalha de ouro   | 4    | Torri Huske       | Estados Unidos       | 55.64 | Recorde nacional |
| Medalha de prata  | 5    | Marie Wattel      | França               | 56.14 | Recorde nacional |
| Medalha de bronze | 7    | Zhang Yufei       | China                | 56.41 |                  |
| 4                 | 2    | Louise Hansson    | Suécia               | 56.48 |                  |
| 5                 | 3    | Claire Curzan     | Estados Unidos       | 56.74 |                  |
| 6                 | 6    | Brianna Throssell | Austrália            | 56.98 |                  |
| 7                 | 8    | Farida Osman      | Egito                | 57.66 | Recorde africano |
| 8                 | 1    | Lana Pudar        | Bósnia e Herzegovina | 58.44 |                  |

Legenda
| Recorde mundial       | Recorde mundial (World record)               |                       | Recorde africano                      | Recorde africano (African) |                                           | Q | Classificado por posição (Qualified) |
| Recorde do campeonato | Recorde do campeonato (Championship record)  | Recorde da América    | Recorde da América (Americas)         | q                          | Classificado por melhor tempo (Qualified) |   |                                      |
| Melhor marca do ano   | Melhor marca do ano (World leading)          | Recorde asiático      | Recorde asiático (Asian)              | DNS                        | Não largou (Did not start)                |   |                                      |
| Recorde nacional      | Recorde nacional (National record)           | Recorde europeu       | Recorde europeu (European)            | DNF                        | Não terminou (Did not finish)             |   |                                      |
| Recorde pessoal       | Recorde pessoal do atleta (Personal best)    | Recorde da Oceania    | Recorde da Oceania (Oceania)          | DSQ / DQ                   | Desclassificado (Disqualified)            |   |                                      |
| Recorde da temporada  | Recorde da temporada do atleta (Season best) | Recorde sul-americano | Recorde sul-americano (South America) | NM                         | Sem marca (No mark)                       |   |                                      |